# Octávio Augusto Chagas de Miranda
Octávio Augusto Chagas de Miranda (* 10. August 1881 in Campinas, São Paulo, Brasilien; † 29. Oktober 1959) war ein brasilianischer Geistlicher und römisch-katholischer Bischof von Pouso Alegre.

## Leben
Octávio Augusto Chagas de Miranda empfing am 20. Dezember 1903 das Sakrament der Priesterweihe.
Er wurde am 14. Februar 1916 von Papst Benedikt XV. zum Bischof von Pouso Alegre ernannt. Der Bischof von Campinas, João Batista Corrêa Néri, spendete ihm am 4. Juni desselben Jahres die Bischofsweihe; Mitkonsekratoren waren sein Amtsvorgänger Antônio Augusto de Assis, Bischof von Guaxupé, und Francisco de Campos Barreto, Bischof von Pelotas. Die Amtseinführung im Bistum Pouso Alegre fand am 29. Juni 1916 statt.
Octávio Augusto Chagas de Miranda leitete das Bistum Pouso Alegre bis zu seinem Tod für mehr als 43 Jahre.